# Rádio Globo
Rádio Globo è una emittente radiofonica brasiliana, di proprietà di Sistema Globo de Rádio (divisione radiofonica del Grupo Globo). È stata lanciata il 2 dicembre 1944.
I suoi giornalisti di punta sono Roberto Canázio e Rosana Jatobá. L'azienda impiega più di 200 altri giornalisti.